# Juan Jacobo Baegert
Juan Jacobo Baegert, nacido como Johann Jakob, (Sélestat/Schlettstadt, 22 de diciembre de 1717-Neustadt an der Haardt, Renania-Palatinado, 29 de septiembre de 1772) fue un sacerdote jesuita, misionero en Baja California, México, y antropólogo francés que realizó un destacado relato de la península californiana así como de la cultura de los habitantes nativos, la exploración del territorio y la labor misionera allá ejercida.

## Biografía

### Primeros años
Baegert nació en Sélestat, Alsacia, hijo de un trabajador del cuero, llamado Michaelis Joannes Baegert, y de su esposa María Magdalena Scheideck Baegert. Fue bautizado al día siguiente en la parroquia de San Jorge de su localidad natal. Era el cuarto de los siete hijos que tuvo el matrimonio. Dos de sus tres hermanos y otras dos de sus tres hermanas también entraron en órdenes religiosas, mientras que el tercer hermano fue sacerdote secular. Así pues, el padre Baegert era miembro de una vieja familia alsaciana que se distinguió por la cantidad de religiosos que surgieron de su seno.
Tras su formación elemental, el 27 de septiembre de 1736 inicio el noviciado en la Compañía de Jesús en Maguncia, Baviera. Fue profesor de humanidades (gramática, poesía) en Mannheim entre 1740-1743, y pasó a estudiar durante cuatro años teología en Molsheim. Después de servir brevemente como profesor en el colegio de Haguenau, fue asignado a la obra misionera en el Nuevo Mundo. Realizó su ordenación sacerdotal el 14 de febrero de 1749, a los 32 años, y llegó el 20 de marzo a Génova para continuar en junio hacia Cádiz. Un año más tarde, el 16 de junio de 1750 partía desde el Puerto de Santa María para llegar a Veracruz el 23 de agosto y continuando hacia Ciudad de México, donde pudo terminar su tercer año de noviciado en el Colegio de San Gregorio. A finales de año recibe la comunicación para dirigirse finalmente a la Baja California. Los viajes de Baegert por Europa, así como sus experiencias en México y Baja California, los describió en diez cartas que envió a su familia (Baegert 1777, 1982).

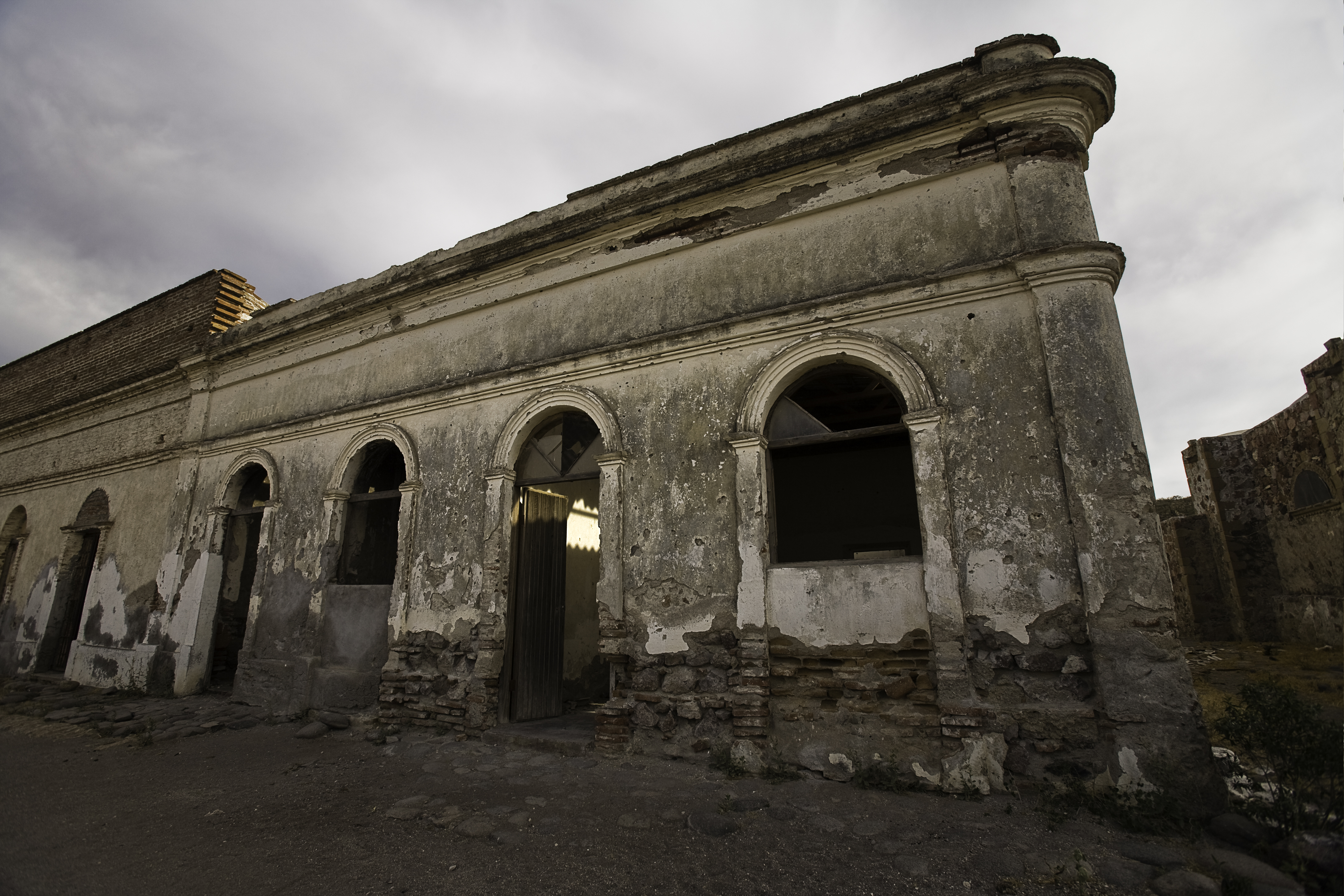
Ruinas de San Luis Gonzaga Chiriyaqui.

### Misionero
Estando en México fue enviado como misionero de la Baja California Sur a donde llegó el 7 de mayo de 1751 para trabajar con los indígenas guaicuras en la Misión de San Luis Gonzaga de Chiriyaquía en el sitio que los indígenas llamaban Chiriyaquí, topónimo guaycura de significado desconocido y estaba establecida en las cercanías de la Sierra de la Giganta, a unos 28 km al oeste de la Misión de Nuestra Señora de los Dolores de Chillá, y a aproximadamente a 50 km a suroeste de Cd. Constitución en el hoy municipio de Comondú. San Luis Gonzaga, fue inicialmente establecida como una "visita", o estación misionera subordinada, por Clemente Guillén de Castro en 1721; la misión fue fundada en 1740 y administrada sucesivamente por Lamberto Hostell y Juan Xavier Bischoff antes de la llegada de Baegert. En la época de máximo esplendor, en la misión el Padre Baegert atendía una población de 500 nativos, donde ejerció su apostolado. Juan Jacobo organizó la construcción de la iglesia en material sólido y duradero. Trabajó en la península durante 17 años hasta la expulsión de los jesuitas en 1767.  

### Expulsión de los jesuitas
Se embarcó en Loreto para emprender su viaje de retorno a Europa el 3 de febrero de 1768 junto con Miguel del Barco y Lucas Ventura y 13 misioneros más, quien después de una corta estadía en un monasterio español se retiró al colegio jesuita de Neustadt an der Haardt, en Alemania donde murió.

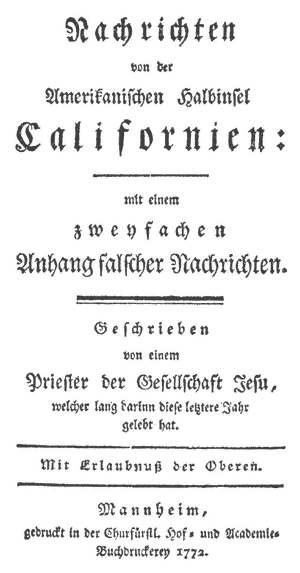

## Obras
- En 1771 a su regreso a Alemania, leyó la versión francesa de la Historia natural y política de la California de los jesuitas Miguel Venegas y Andrés Marcos Burriel, y decidió escribir su versión, donde en 1771 el padre Baegert anónimamente publicó sus "Noticias de la península americana de California" (en alemán, con el título de "Nachrichten von die amerikanisher Halbinsel Californien...mit einen zweifachen Anhang falscher Nachrichten") en la ciudad de Mannheim. El padre Baegert describió detalladamente las características físicas de la península, las costumbres, y lenguaje de los nativos y además narra la historia de la misión que le tocó fundar. La publicación fue bien recibida y recibió críticas importantes y favorables por la descripción que hacía de las condiciones de la península de Baja California. Apareció una segunda edición revisada en 1772, que no se imprimiría hasta 1842. Debido a sus observaciones de carácter etnográfico, este escrito fue de gran valor hasta mediados del siglo XIX.[5] El libro de Baegert incluye un relato de la lengua guaycura y muchos otros aspectos de la cultura nativa.[6]

La primera edición en español apareció en 1942 en la Ciudad de México editada por el arqueólogo alemán Paul Kirchhoff. La segunda en 1989 y y la tercera en 2013, respectivamente, en la Paz, Baja California Sur, por el Archivo Histórico Pablo L. Martínez y el Instituto Sudcaliforniano de Cultura.
El Instituto Smithsoniano publicó una traducción al inglés.
- En 1777 se publica Carta a sus familiares. Misión de San Luis Gonzgaga, 11 sept. 1752.
- En 1927, se publica en Aachen las Litterae in insula California partis mundi Americanae, ac fratri suo charissimo a Jacobo Baegert, S. J. missae.

## Homenajes y reconocimientos
- Una calle de Mexicali lleva su nombre.